# NGC 5992
NGC 5992 este o galaxie spirală situată în constelația Boarul. A fost descoperită în 18 martie 1787 de către William Herschel. Se află la o distanță de 140,2 de megaparseci de Pământ.